# Степной Яр
Степной Яр (укр. Степний Яр) — село, относится к Новоайдарскому району Луганской области Украины. 3 марта 2022 года населённый пункт был захвачен силами непризнанной ЛНР.
Население по переписи 2001 года составляло 149 человек. Почтовый индекс — 93530. Телефонный код — 6445. Занимает площадь 1,72 км². Код КОАТУУ — 4423185603.

## Местный совет
93530, Луганська обл., Новоайдарський р-н, с. Новоохтирка, вул. Радянська, 27в  (укр.)